# Dadusha
Daduša was laat in de 19e eeuw v.Chr. koning van Ešnunna.
Hij was de zoon van Ipiq-Adad II en de broer van zijn voorganger Naram-Sin en hij was de vader van zijn opvolger Ibal-Pi'el II
Het bewind van zijn broer en het zijne wordt beschouwd als het hoogtepunt van het onafhankelijke koninkrijk Ešnunna. In zijn dagen regeerde de stad over een groot deel van het oostelijk Tigris-bekken, Assyrië.Naar het zuiden strekte het grondgebied enige tijd uit tot Rapiqum en Sippar. Ook Šaduppum behoorde tot het koninkrijk.
Er zijn twee kleitabletten uit Šaduppum bekend (IM 52614 en IM 51059) met een wettekst die bekend staat als de "Wetten van Ešnunna". De tabletten stammen waarschijnlijk uit zijn tijd, een generatie vóór Hammurabi. De jongste datum op de tabletten die samen met de wetstabletten weggeworpen waren verwijst naar een jaarnaam "jaar dat Daduša Qabara innam". Dat was waarschijnlijk zijn laatste regeringsjaar. Het is echter zeker mogelijk dat de wetten ouder dan Daduša waren.
Er is bekend dat Daduša als bondgenoot van Sjamsji-adad I betrokken was bij de inname van de stad Qab(a)rā van koning Bunu-Eshtar. Deze stad is waarschijnlijk te identificeren als Kurd Qaburstan. Deze verovering is vereeuwigd op de stèle van Daduša. Het reliëf toont een aantal afgesneden hoofden waaraan de vogels pikken zonder overigens het kapsel in de war te brengen.